# Сичовський повіт
Сичовський пові́т — історична адміністративно-територіальна одиниця у складі Смоленської губернії Російської імперії. Повітовий центр — місто Сичовка.

## Історія
Повіт утворено 1775 року під час адміністративної реформи імператриці Катерини II у складі Смоленського намісництва.
1796 року повіт розформовано.
1802 — поновлено у складі відновленої Смоленської губернії.
Остаточно ліквідований 1928 року за новим адміністративно-територіальним розмежуванням.

## Населення
За даними перепису 1897 року в повіті мешкало 100 737 осіб (44 675 чоловіків та 52 839 — жінок), частка росіян сягала 99,7%. У повітовому місті Сичовка мешкало 56 062 особи.

## Адміністративний поділ
На 1913 рік повіт поділявся на 24 волості:
- Баскаковська;
- Бехтеєвська
- Богоявленська;
- Волочковська;
- Воскресенська;
- Гривська;
- Єгор'євська;
- Жерновська;
- Зубакинська;
- Івановська;
- Короваєвська;
- Кравцовська;
- Курашевська;
- Мальцевська;
- Милюковська;
- Мольгинська;
- Никитська;
- Писковська;
- Соколино-Суботниковська;
- Спаська;
- Торбеєвська;
- Хотьковська;
- Яригінська.